# حسن بن قحطبه
حسن بن قحطبه یک رهبر ارشد سپاه در اوایل خلافت عباسیان بود.
وی پسر قحطبه بن شبیب از همراهان ابومسلم خراسانی در سرنگونی امویان بود. وی همراه برادرش حمید در سالهای پیش از انقلاب عباسیان، در خاندان عباسیان در خراسان فعالیت داشت و به عنوان معاون نقیب خدمت می‌کرد. در خلال انقلاب نیز وی و پدرش از افرادی بودند که سپاه خراسان را تا عراق پیش آوردند. وی در تعقیب نصر بن سیار و پیروزی در نهاوند نقش داشت و علی رغم مرگ پدرش در نبرد علیه یزید بن عمر فزاری حاکم اموی عراق، وی سپاه خراسان را تا کوفه پیش آورد. پس از پیروزی انقلاب عباسیان، وی به عنوان معاون خلیفه آینده عباسی منصور در ارمنستان خدمت کرد و در برابر شورش عبدالله بن علی در سال ۷۵۴ در سوریه به یاری منصور شتافت. وی در سال ۷۹۷ میلادی و در ۸۴ سالگی درگذشت.